# Levon Džulfalakjan
Levon Džulfalakjan (* 5. dubna 1964 Leninakan) je bývalý sovětský a arménský zápasník – klasik, olympijský vítěz z roku 1988.

## Sportovní kariéra
Zápasení se věnoval od svých 13 let v rodném Gjumri (dříve Leninakan). Pod vedením Aram Sarkisjana se specializoval na řecko-římský styl. Vrcholově se připravoval v armádní tréninkovém centru SKA v Jerevanu. V sovětské mužské reprezentaci se prosadil v roce 1986 ve váze do 68 kg, ale i přes mezinárodní úspěchy neměl pozici reprezentační jedničky jistou. V roce 1988 porazil v sovětské olympijské nominaci svého hlavního rivala Čečence Aslautdina Abajeva a startoval na olympijských hrách v Soulu. Do Soulu přijel ve výborné formě. V základní skupině zvládl klíčový zápas s Rumunem Petricou Cărarem a po výhře 8:4 na technické body postoupil z prvního místa do finále proti domácímu jižnímu Korejci Kim Song-munovi. V úvodní minutě prohrával 0:1 na technické body po bočáku svého soupeře. Koncem druhé minuty poslal rozhodčí pasivního Korejce do parteru, čehož využil a koršunem a maďary otočil skóre na 8:1. Bodový odstup udržel do konce hrací doby a po výhře 9:3 na technické body získal jako první zápasník z Arménie (resp. Arménské SSR) zlatou olympijskou medaili. Po olympijských hrách svoji pozici v reprezentaci ztratil ve prospěch krajana Mnacakana Iskandarjana a především Islama Dugučijeva. Sportovní kariéru ukončil počátkem devadesátých let dvacátého století. Věnuje se trenérské a funkcionářské práci. Syn Arsen navázal na jeho úspěchy počátkem jednadvacátého století.

## Výsledky
| Turnaj             | 1984 | 1985 | 1986 | 1987 | 1988 | 1989 |
| Turnaj             | 20   | 21   | 22   | 23   | 24   | 25   |
| Turnaj             | -68  | -68  | -68  | -68  | -68  | -68  |
| ------------------ | ---- | ---- | ---- | ---- | ---- | ---- |
| Olympijské hry     | —    |      |      |      | 1.   |      |
| Mistrovství světa  |      | —    | 1.   | —    |      | 3.   |
| Mistrovství Evropy | —    | —    | 1.   | —    | —    | —    |
| ME nadějí          | 1.   |      |      |      |      |      |